# Mike Lewis II
Michael O'Neal "Mike" Lewis II (Houston, Texas; 19 de febrero de 1998) es un baloncestista estadounidense nacionalizado catarí que pertenece a la plantilla del Würzburg Baskets de la Basketball Bundesliga. Con 1,85 metros de estatura, juega en la posición de base.

## Trayectoria deportiva

### Universidad
Jugó tres temporadas con los Dukes de la Universidad Duquesne, en las que promedió 12,9 puntos, 2,1 rebotes y 1,1 asistencias por partido. En su primera temporada fue incluido en el mejor quinteto rookie de la Atlantic 10 Conference.

#### Estadísticas
| Año     | Equipo   | PJ | PT | MPP  | %TC  | %3P  | %TL  | RPP | APP | ROB | TPP | PPP  |
| ------- | -------- | -- | -- | ---- | ---- | ---- | ---- | --- | --- | --- | --- | ---- |
| 2016–17 | Duquesne | 32 | 31 | 32.0 | .409 | .360 | .832 | 2.3 | 1.7 | .6  | .0  | 14.1 |
| 2017–18 | Duquesne | 32 | 30 | 31.1 | .384 | .368 | .826 | 2.3 | .7  | 1.1 | .0  | 14.4 |
| 2018–19 | Duquesne | 12 | 11 | 16.8 | .383 | .324 | .692 | .8  | .4  | .6  | .2  | 5.6  |
| Total   | Total    | 76 | 72 | 29.2 | .396 | .361 | .822 | 2.1 | 1.1 | .8  | .1  | 12.9 |

### Profesional
Después de no ser seleccionado en el draft de la NBA de 2019, no fue hasta el 5 de agosto de 2020 cuando firmó su primer contrato profesional, con el PVSK-Panthers de la Nemzeti Bajnokság I/A, la primera división húngara. Jugó una temporada, en la que promedió 14,7 puntos y 3,1 rebotes por partido.
El 21 de agosto de 2021 fichó por el MKS Dąbrowa Górnicza de la PLK polaca. Jugó una temporada en la que promedió 16,4 puntos y 2,9 asistencias por encuentro.
El 31 de agosto de 2022 se comprometió con el Latina Basket de la Serie A2 italiana, con los que disputó 19 partidos, promediando 16,0 puntos y 2,8 asistencias.
El 11 de agosto de 2023 vuelve a cambiar de liga y de país, fichando por el BC Jonava de la Lietuvos Krepšinio Lyga, la liga lituana. Promedió 13,6 puntos y 3,6 asistencias por partido, hasta que dejó el equipo en marzo de 2024, para fichar por el Hapoel Be'er Sheva B.C. israelí.
El 27 de agosto de 2024 fichó por el Würzburg Baskets de la Basketball Bundesliga.

### Selección nacional
En 2023 obtuvo el pasaporte de Catar para poder jugar con su selección nacional, con la que ha disputado tres partidos del clasificatorio para el Campeonato FIBA Asia de 2025, promediando 22,3 puntos y 2,0 rebotes.